# Levicové kluby žen

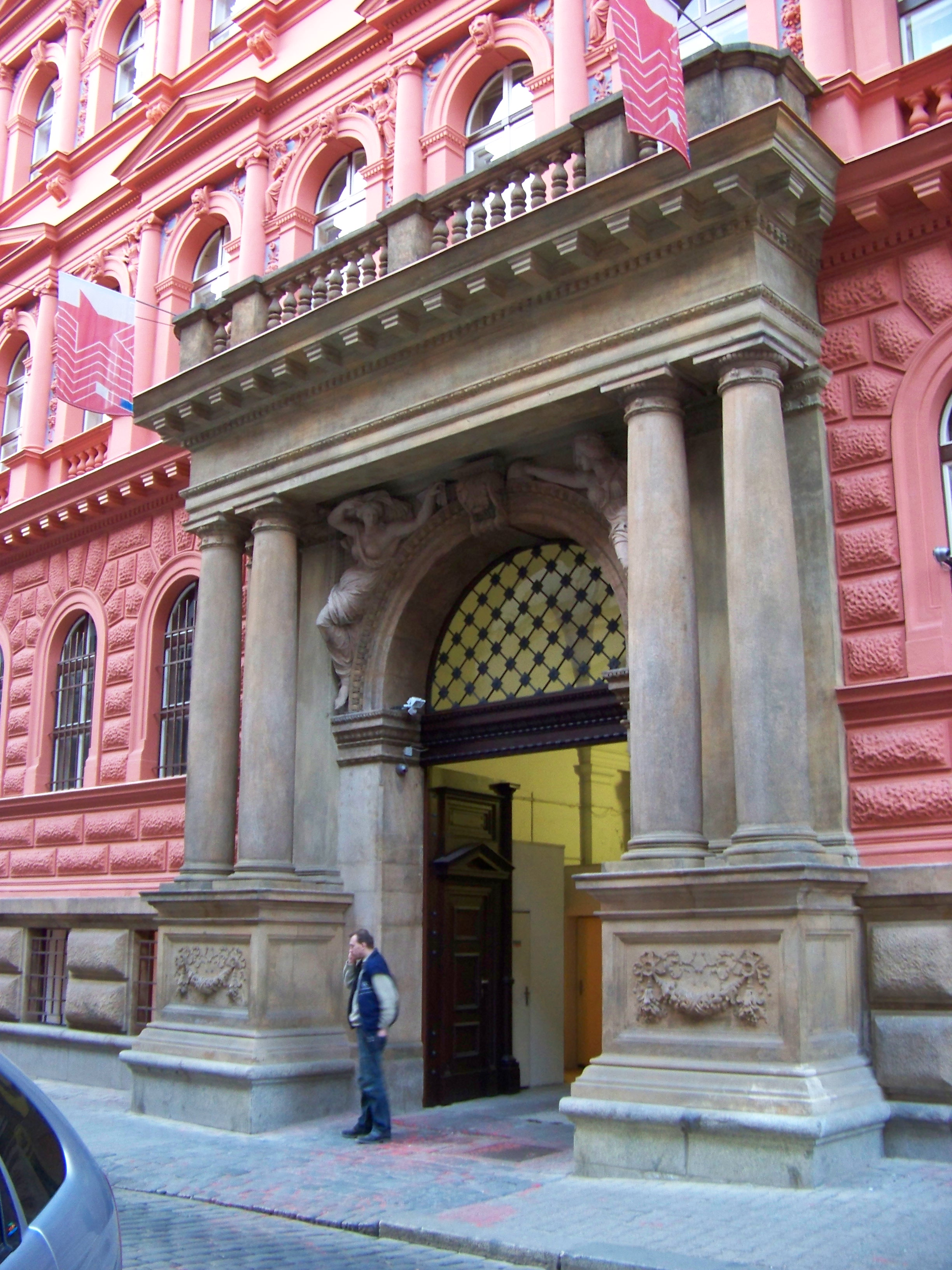
Sídlo LKŽ i KSČM v Praze

Levicové kluby žen je česká celostátní společenská organizace, založená v Praze roku 1992 s desítkami základních organizací – klubů v různých částech České republiky. Deklarují se jako dobrovolné občanské sdružení.

## Ústředí
Společenská organizace Levicové kluby žen, o.s byla zaregistrována 16. srpna 1992, bylo jí přiděleno IČO 70104468, sídlem sdružení je Praha 1, Politických vězňů 9. Na stejné adrese je registrováno celostátní ústředí KSČM.

## Organizační struktura
Předsedkyní Republikové rady Levicových klubů žen je Květa Šlahúnková. V čele organizace je Rada LKŽ, která je tvořena krajskými radami klubů. Pořádá celorepublikové akce, v budově poslanecké sněmovny např. vyvrcholení Mezinárodního dne žen, vzpomínkové akce v Lidicích atd.
Vytváří tzv. ženskou lobby, spolupracují s dalšími ženskými organizacemi (Český svaz žen, Kluby žen, feministické organizace). Obdobné ženské organizace a plattformy vytvořily i další politické strany – u ČSSD Sociálně demokratické ženy, od března 1994 také KDÚ-ČSL. 
Do roku 2007 bylo ustaveno v České republice 72 levicových klubů.[zdroj⁠?!]

## Náplň činnosti
Základní organizace LKŽ spolupracují úzce s politickou stranou KSČM na své úrovni (místní, městské atd), i s poslanci a zastupiteli této strany, stejně jako s dalšími levicovými organizacemi. např. s Komunistickým svazem mládeže nebo Klubem českého pohraničí.

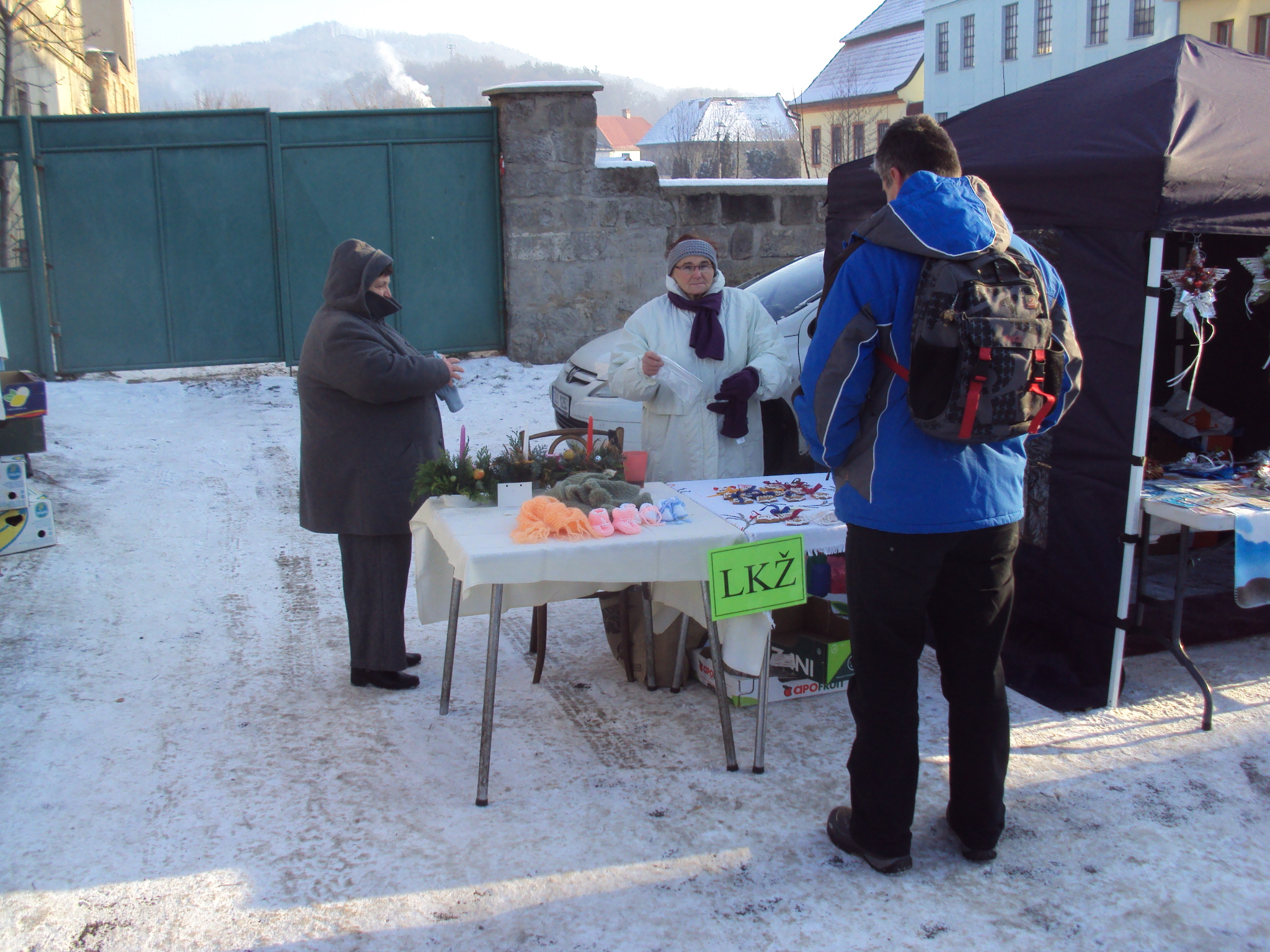
Zákupský klub na akci Advent 2012 v Zákupech

Organizují jak akce pro své členky (výroční a řádné schůze), tak pro veřejnost (zábavy, ankety, sbírky, oslavy MDŽ atd). U těchto akcí spolupracují s řadou dalších společenských organizací v místě svého působení.
Celorepublikové setkání LKŽ se konají každým rokem, střídavě v různých krajích. O víkendu 18. – 20. září 2009 se konalo v Zákupech, kde LK funguje od roku 1994